# Klomossa
Klomossa (Dichelyma falcatum) är en bladmossart som beskrevs av Myrin 1833. Klomossa ingår i släktet klomossor, och familjen Fontinalaceae. Arten är reproducerande i Sverige. Inga underarter finns listade i Catalogue of Life.